# Łukasz Grass
Łukasz Grass (ur. 20 lutego 1976 w Resku) – polski dziennikarz radiowy i telewizyjny. Były redaktor naczelny Business Insider Polska. Autor książek: Trzy mądre małpy, Najlepszy. Gdy słabość staje się siłą, Szlag mnie trafił.

## Życiorys
Ukończył Liceum Ogólnokształcące w Łobzie i AWF w Poznaniu.
Współzałożyciel i redaktor naczelny Akademii Triathlonu, największego w Polsce portalu internetowego dla amatorów, trenujących tę dyscyplinę sportu. Sam również jest triathlonistą, startującym głównie na dystansach Ironman 70.3 (2 km pływania, 90 km jazdy rowerem i 21 km biegu) oraz Ironman (3,86 km pływania, 180 km jazdy rowerem i 42,2 km biegu).
Jest dziennikarzem radiowym i telewizyjnym. Pracował w Radiu Plus, Radiu Tok FM, jako zastępca redaktor naczelnej Ewy Wanat, szef informacji, prowadzący „Poranek Tok FM”, Był też związany z TVN24, prowadził magazyn „Polska i Świat” – z Anną Kalczyńską oraz był gospodarzem takich programów jak: „Magazyn 24 godziny”, „Cały ten świat” i serwisów informacyjnych. W TVP1 był współprowadzącym programu „Kawa czy herbata” z Klaudią Carlos, prowadził też show „Sąsiad na widelcu”. W TVP Polonia współprowadził program „Polacy tu i tam” z Magdaleną Emilianowicz. W Discovery Channel, autor cyklu („How we invented the world”, „Polska – operacja zmiana”). W Polsacie współprowadził program „Celebrity Splash” z Krzysztofem Jankowskim z Radia Eska.
W 2012 wydał książkę Trzy mądre małpy.
Prezes spółki Wydawnictwa Sportowe i Naukowe, założyciel i redaktor naczelny Akademii Triathlonu.
Od maja 2016 był redaktorem naczelnym serwisu Business Insider Polska należącego do grupy Onet. Z funkcji zrezygnował w marcu 2019 roku, by skupić się na działalności własnego wydawnictwa.
W 2017 roku napisał powieść biograficzną o Jerzym Górskim, legendzie polskiego triathlonu. Książka Najlepszy. Gdy słabość staje się siłą w ciągu kilku miesięcy wskoczyła na listę bestsellerów Empiku, sprzedając się w ponad 50 tysiącach egzemplarzy. Na podstawie historii Jerzego Górskiego powstał również film Najlepszy. Obraz w reżyserii Łukasza Palkowskiego, twórcy Bogów, otrzymał łącznie pięć nagród podczas Festiwalu Polskich Filmów Fabularnych w Gdyni.
29 października 2019 swoją premierę miała jego kolejna książka Szlag mnie trafił. Są w życiu rzeczy, o które warto walczyć do końca, która opisuje historię kobiety sparaliżowanej po udarze.

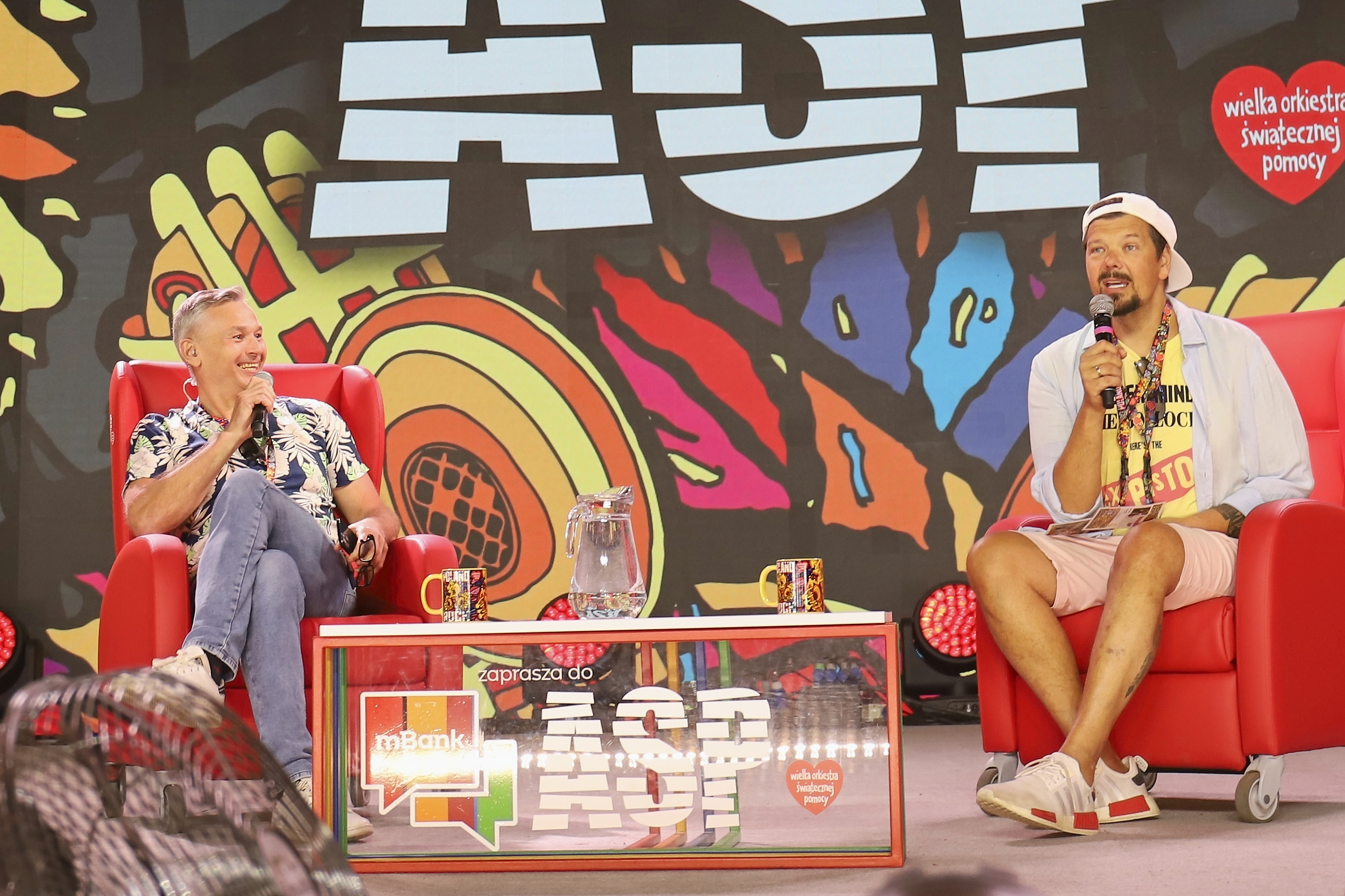
Łukasz Grass i Michał Figurski.

## Życie prywatne
Amatorsko trenuje triathlon. Ambasador Mistrzostw Polski w triathlonie na dystansie długim Herbalife Susz Triathlon 2011.
Ma żonę i dwie córki: Weronikę i Maję.